# Mark Meer
Mark Meer (29 de marzo de 1976) es un actor, cómico, escritor e improvisador canadiense.
Es un miembro importante de la comedia canadiense de improvisación Die-Nasty y fue el primer intérprete en completar el anual de 53 horas de duración Die-Nasty Soap-A-Thorn sin dormir. También es miembro del Rapid Fire Theatre y fundador del grupo sketchs cómicos Gordon's Big Bald Head. Es conocido por dar voz al comandante Shepard de la saga de juegos Mass Effect así como a otros títulos de la compañía canadiense Bioware.
En 2005 fue nominado para un premio Elizabeth Sterling Hayners por coescribir el sketch de comedia surrealista Lobster Telephone (en el que también interpretó Salvador Dalí), con las damas de Panties Productions. En 2006 le fue entregado el premio Sterling de interpretación en el exterior por un actor en un papel de apoyo por interpretar muchos papeles en Helen's Necklance, producida por Shadow Theatre.